# Anomala bernhardti
Anomala bernhardti är en skalbaggsart som beskrevs av Carsten Zorn 1998. Anomala bernhardti ingår i släktet Anomala och familjen Rutelidae. Inga underarter finns listade i Catalogue of Life.